# Nārenjak
Nārenjak (persiska: نارنجک, نيرينجِه) är en ort i Iran.   Den ligger i provinsen Kurdistan, i den nordvästra delen av landet, 300 km väster om huvudstaden Teheran. Nārenjak ligger 1 879 meter över havet och antalet invånare är 961.
Terrängen runt Nārenjak är platt åt sydväst, men åt nordost är den kuperad. Runt Nārenjak är det ganska tätbefolkat, med 65 invånare per kvadratkilometer. Närmaste större samhälle är Delbarān, 16,4 km nordväst om Nārenjak. Trakten runt Nārenjak består i huvudsak av gräsmarker.